# Josip Novak (agronom)
Josip Novak, slovenski vinogradniški strokovnjak, * 13. marec 1905, Leskovec pri Čakovcu, † 12. november 1989, Središče ob Dravi. 

## Življenje in delo
Po končani srednji vinarski in sadjarski šoli v Mariboru (1928) se je izpopolnjeval na višji vinarski šoli v nemškem Geisenheimu. Služboval je kot referent za vinogradništvo v Ormožu, nato pa je bil upravnik državnih posestev v Veliki Nedelji, Slovenskih Konjicah, Zavrču in Podlehniku, kjer je bil v letih 1947−50 tudi ravnatelj sadjarske in vinarske šole. Od 1950−59 je bil strokovni sodelavec Inštituta za vinarstvo v Mariboru ter od 1959−69 profesor na srednji kmetijski šoli v Rakičanu.
Kot raziskovalec se je ukvarjal z raziskovanjem na področju trsničarstva in gojitve vinske trte. Objavil je okoli 75 znanstvenih in strokovnih del tako v domači kot tuji strokovni literaturi.